# Gwenllian ferch Gruffydd
Gwenllian ferch Gruffydd (? - †1136) était la fille de Gruffydd ap Cynan, roi de Gwynedd, la sœur d'Owain Gwynedd et la femme de Cadwgan ap Bleddyn prince de Powys puis de Gruffydd ap Rhys, dernier roi de Deheubarth.
Lors d'une révolte qui eut lieu au sud du Pays de Galles en 1136, en l'absence de son mari elle mena une armée contre les Normands. Elle perdit la bataille et fut tuée. La signification de ces événements furent amplifiés au point qu'on la baptisa "la Boadicée galloise". On pense que la bataille en question eut lieu près du château de Kidwelly, aujourd'hui connu sous le nom de Maes Gwenllian. Le plus jeune fils de Gwenllian devint un dirigeant célébré sous le nom du « Seigneur Rhys ». 
Il existe plusieurs représentations artistiques de Gwenllian. Néanmoins, on la confond souvent avec Gwenllian ferch Llywelyn, qui vécut environ deux siècles après.